# Épagneul picard
Épagneul picard är en hundras från Picardie i nordvästra Frankrike, en stående fågelhund av spanieltyp. Liksom övriga franska spanielar är den högre och smäckrare än de brittiska, mer lik en setter. Fortfarande under början av 1900-talet räknades de franska spanieltyperna som en ras och de regionala varianterna riskerade att blandas upp. 1908 erkändes Picardiespanieln som en egen ras och rasstandard skrevs. Rasklubben bildades 1921, 1937 skildes épagneul bleu de picardie ut som egen ras.